# Pešćenica
Pešćenica is een plaats in de gemeente Lekenik in de Kroatische provincie Sisak-Moslavina. De plaats telt 915 inwoners (2001).